# دوك هاغرتي
دوك هاغرتي (بالإنجليزية: Doc Haggerty)‏ هو لاعب كرة قدم أمريكية أمريكي، ولد في 9 مايو 1895 في أوهايو في الولايات المتحدة، وتوفي في 1 يوليو 1964 في نيويورك في الولايات المتحدة.

## وصلات خارجية
- دوك هاغرتي على موقع مرجع كرة القدم المحترفة.كوم (الإنجليزية)